# Mahamat-Saleh Haroun
Mahamat-Saleh Haroun (Abéché, 1961) è un regista e sceneggiatore ciadiano residente in Francia dal 1982.

## Biografia
Mahamat-Saleh Haroun studia al Conservatoire libre du cinéma français e nel 1986 inizia a lavorare come giornalista e poco dopo per una radio locale. Nel 1994 esordisce con il cortometraggio Maral Tanie premiato in molti Festival. Cinque anni dopo realizza il suo primo lungometraggio Bye Bye Africa che è premiato migliore opera a Venezia nel 1999. Uno spezzone di Abouna, del 2002, ha trovato un posto d'onore nel Museo del cinema di Torino, alla Mole Antonelliana ed è stato anche presentato al Festival di Cannes 2002. Dopo Kalala girato nel 2006, un documentario dedicato a un collaboratore morto di AIDS – «il mio migliore amico» –, Daratt che ha ottenuto il premio speciale della giuria alla 63ª Mostra del Cinema di Venezia. La stagione del perdono ha trovato anche un distribuzione italiana, dopo avere ricevuto il premio speciale della giuria a Venezia. Dal dramma alla commedia televisiva (come nel caso di Sexe, gombo et beurre salé), il regista ama maneggiare generi diversi.

## Filmografia

### Lungometraggi
- Bye Bye Africa – documentario (1999)
- Abouna  (2002)
- Daratt - La stagione del perdono (Daratt) (2006)
- Sexe, gombo et beurre salé – film TV (2008)
- Un homme qui crie (2010)
- Grigris (2013)
- Hissein Habré, une tragédie tchadienne – documentario (2016)
- Una madre, una figlia (Lingui, les liens sacrés) (2021)

### Cortometraggi
- Maral Tanié (1994)
- Bord' Africa – documentario (1995)
- Goï-Goï (1995)
- Sotigui Kouyaté, un griot moderne – documentario (1997)
- B 400 (1997)
- Letter from New York City (2001)
- Kalala – documentario (2005)

## Riconoscimenti
- Premio Robert Bresson - 2010